# 龐蒂克火鳥
龐蒂克火鳥是通用汽車旗下的龐蒂克品牌於1967年至2002年間製造銷售的一款小馬車，與雪佛蘭Camaro及福特野馬有多款共用底盤，全系列配有四汽缸或六汽缸的V8引擎。

## 概觀

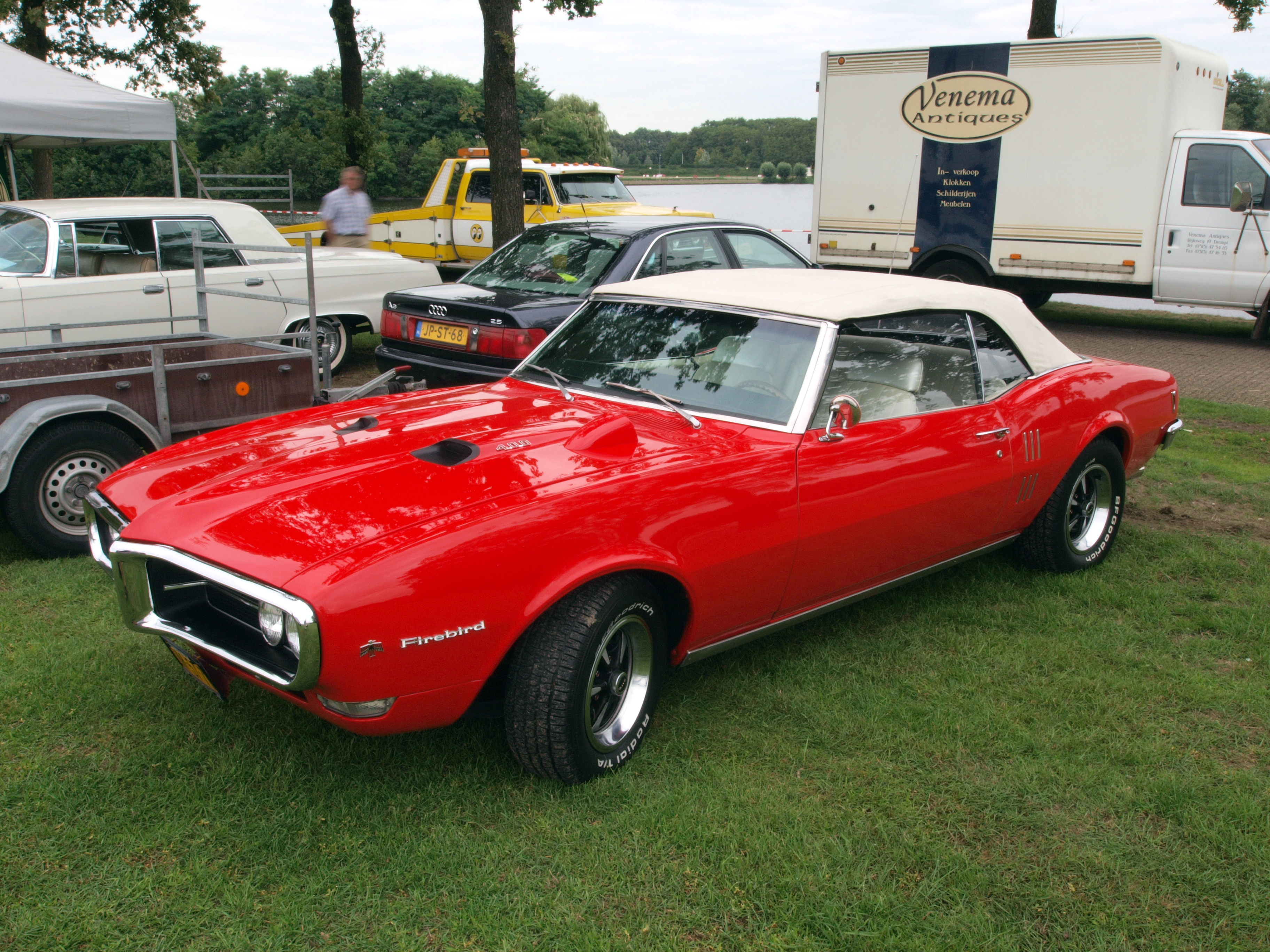
第一代火鳥

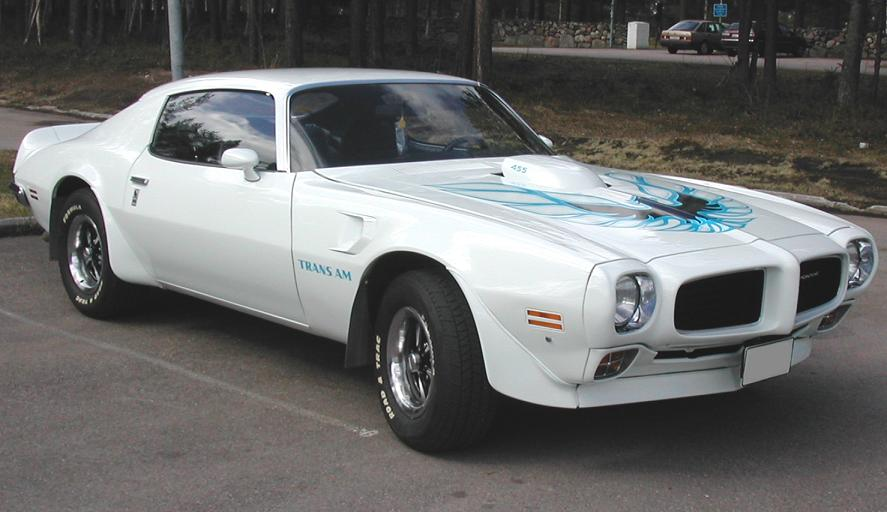
第二代火鳥 (AM)

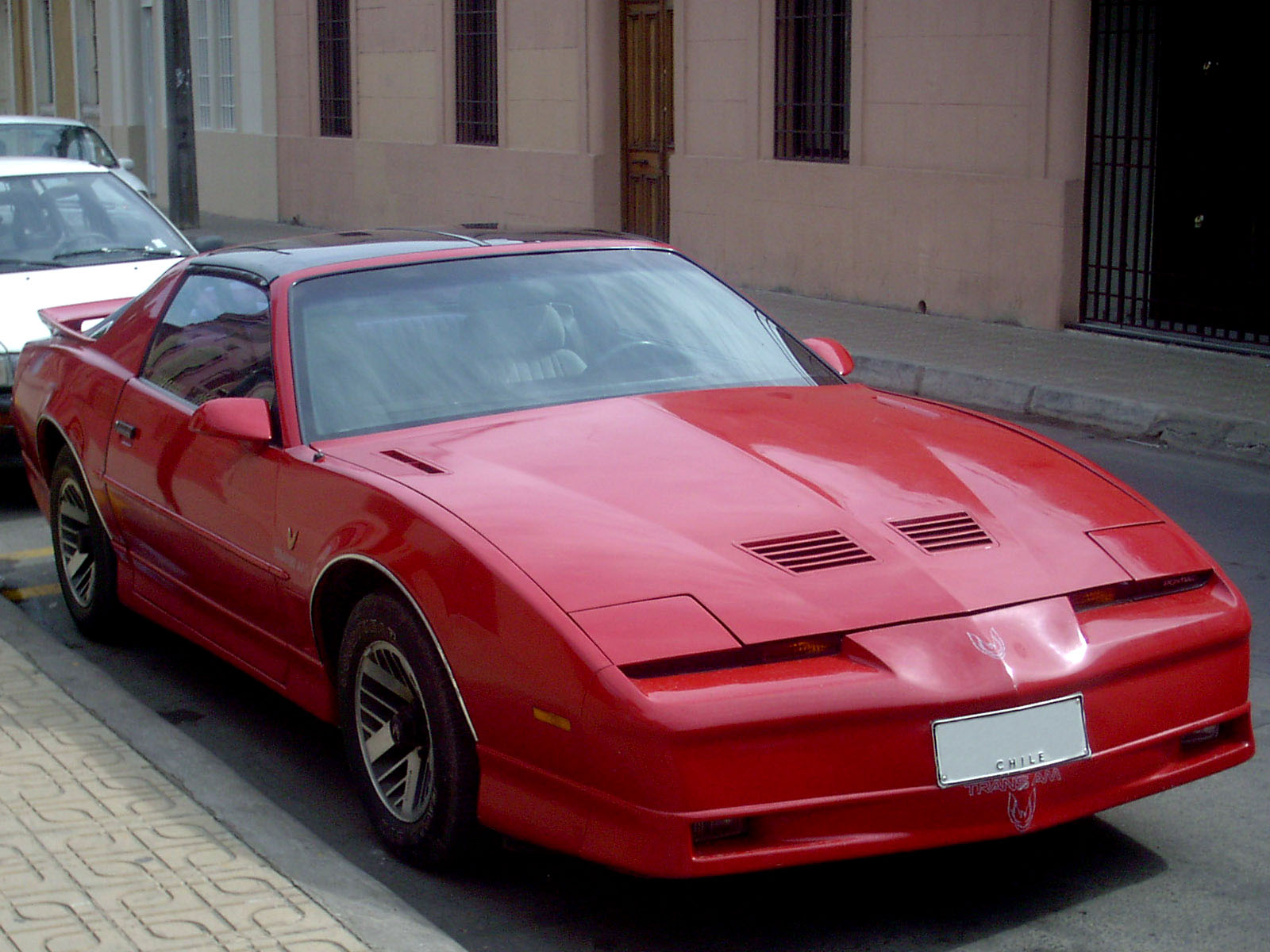
第三代火鳥

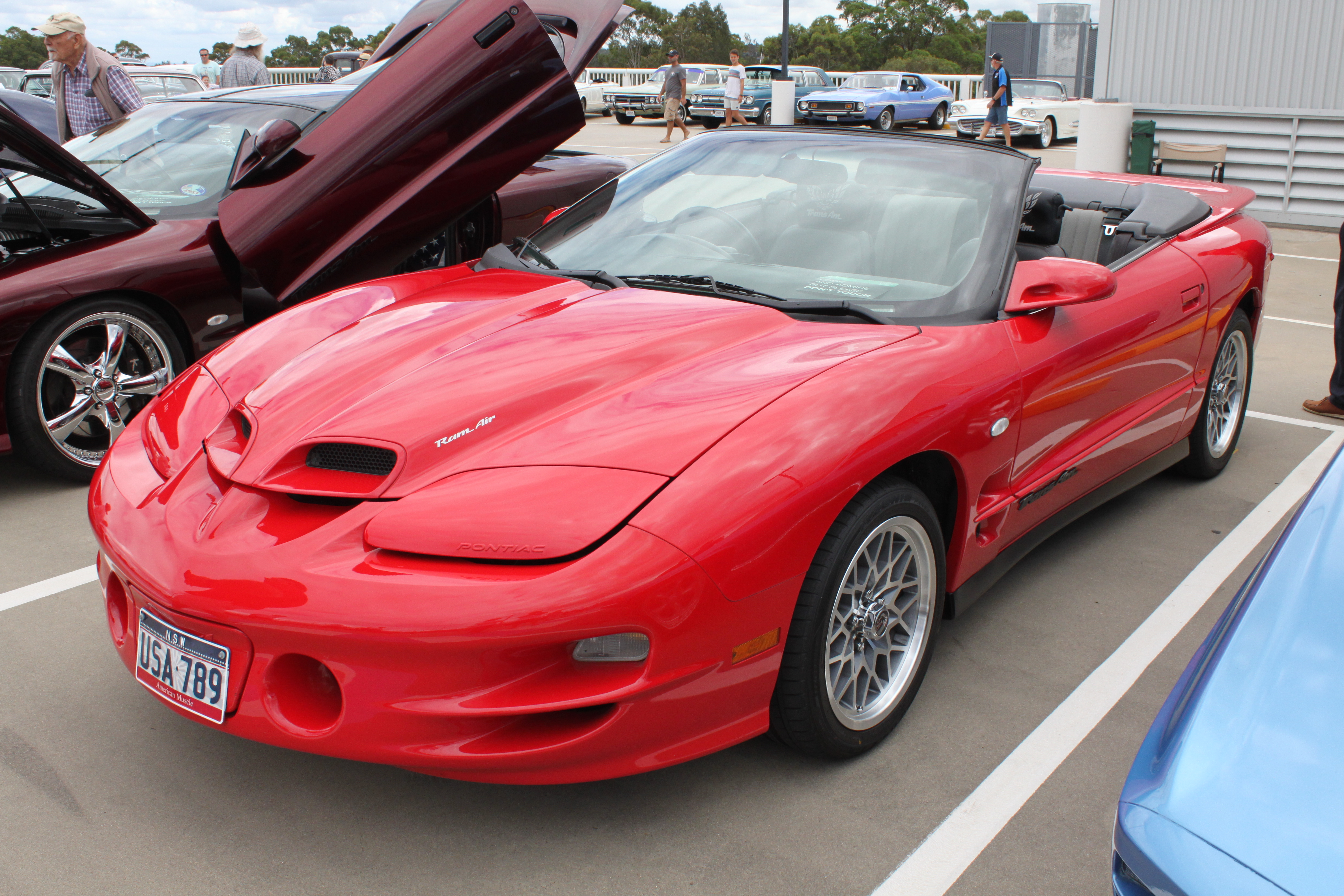
第四代火鳥 (AM)

第一代的火鳥有一個特殊的可樂瓶造型風格。與其兄弟車雪佛蘭不同，它的保險槓融入設計的前端，其後方窄縫式的尾燈，來自龐蒂克GTO的啟發。雙門硬頂和敞篷版預計在1969年上市。最初的火鳥定位是一個龐蒂克的過渡品，最初只是希望用女妖概念車的概念設計一種雙座跑車打入這塊市場。然而，通用汽車公司擔心這樣的車輛將直接競爭自家雪佛蘭的克爾維特，所以決定放棄龐蒂亞克的小馬車市場著力程度，讓他們共享雪佛蘭的F型底盤。
由於工程問題，全新的1970火鳥直到秋天才亮相，龐蒂克只好繼續在1970年生產1969年型（1970年的其他龐蒂克車型已在9月18日推出的最初幾個月，1969年型火鳥還在出貨）。其實1969年的春末，龐蒂克火鳥宣傳廣告材料上就刪除了所有1970車型，可見當時就決定1969年型擴大生產以等待工程問題的解決。
而火鳥AM版則是一種玩家車型，有更大的馬力和一些原廠改裝套件，與每一代的火鳥平行推出，受到不少年輕族群歡迎。
在1970-1980年的十年中第二代火鳥推出了以下次車型：
一般版
- Firebird
- Firebird Esprit
- Firebird Formula
- Firebird Trans-Am
- Firebird Trans-Am WS6
- Firebird Skybird
- Firebird Redbird
- Firebird Yellowbird

特殊版
- Special Edition (後稱 'Bandit')
- 金色特別版
- Macho Trans-Am (made by one of the Pontiac dealers)
- 1976 五十年品牌紀念版
- 1979 Am十年品牌紀念版
- 1980 Pace Car Indy 500 Edition (加渦輪的Am版)
- 1981 NASCAR版 (加渦輪的Am版).

80-90年代的石油危機意味著必須在設計中考慮第三代的重量和油耗。原本第三代火鳥和雪佛蘭Camaro中的F-底盤發展提出了盡可能加大馬力的前輪驅動平台，但這個想法被廢棄了。當時電腦化的發動機管理科技是處於起步階段，所以節省燃油的首要目標下是不可能有大馬力和扭矩數字。他們改為削減足夠的重量，設計新的材料結構，使加速性能不比1981年的車型差。並成功在油耗上提供了4缸的火鳥，達到每加侖34英里的油耗。
第三代火鳥也推出了一些次車型
- Firebird 2FS 系列
- Firebird 2FX 系列特別版
- Formula Firebird 系列
- Firebird Trans Am 2FW系列特別版
- Firebird 25周年500輛限定版
- Firebird 15周年Am 2FW特別版

90年代到2002年的第四代火鳥繼續上一代的空氣動力學公式，但銷售開始下滑，因為受到更多外國車廠競爭和休旅車崛起的排擠。像以前一樣雪佛蘭Camaro依然繼續排擠了火鳥市場。這代火鳥整體造型更強烈誇張地反映了“女妖四代”概念車，相比1991年“拉皮”保守化的第三代要更有特色不少。

## 外部連結
- Firebird Heritage official Pontiac site
- 中的“Pontiac Firebird”
- Pontiac Firebird （页面存档备份，存于）
- Pontiac Trans Am （页面存档备份，存于）